# ヴァシュラン

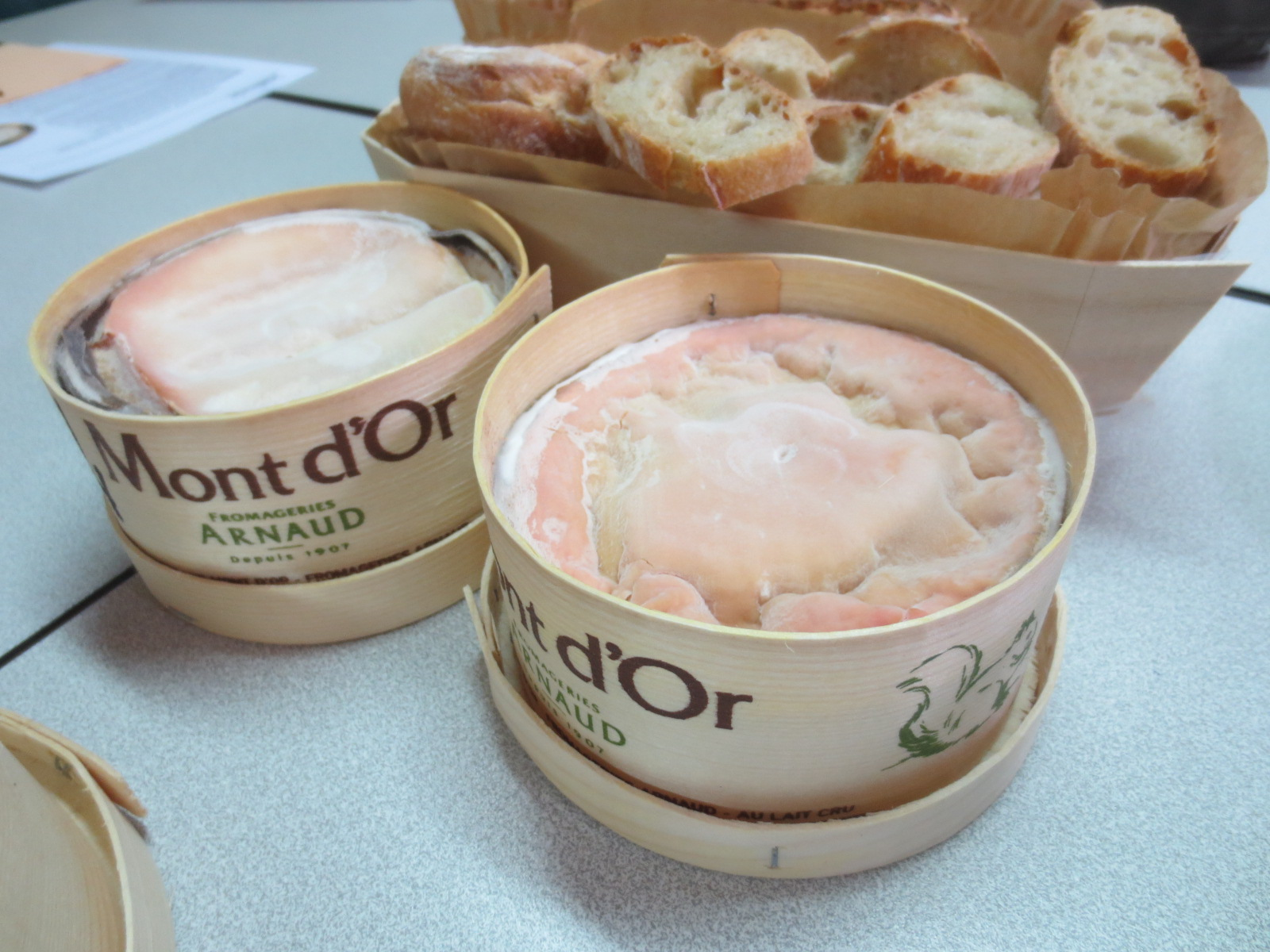
モン・ドールの木製容器

ヴァシュラン（フランス語: vacherin） はフランスのサヴォワ地方とフランシュ＝コンテ地方およびスイスで牛乳を原料として生産されるウォッシュチーズの総称。
円盤状の木製の容器で熟成させ木の香りを移すという特徴があり、食す際にはスプーンですくって食べたりする。スイスには固いものもある。語源は雌牛 (vache) 。

## ヴァシュランの例
- ヴァシュラン・モン・ドール
- ヴァシュラン・デ・ボージュ（フランス語版） - ヴォージュ山脈で生産。
- ヴァシュラン・フリブール（フランス語版） - スイス、フリブール州で生産。これはセミハードタイプ[2]。
- ヴァシュラン・ド・ジュー (Vacherin de joux) - フランシュ＝コンテのジューの森で生産。